# فرانك هاريس (لاعب كرة قاعدة)
فرانك هاريس (بالإنجليزية: Frank Harris)‏ هو لاعب كرة قاعدة أمريكي، ولد في 2 نوفمبر 1858 في بيتسبرغ في الولايات المتحدة، وتوفي في 26 نوفمبر 1939.

## وصلات خارجية
- فرانك هاريس على موقعبيزبول رفرنس.كوم (الدوري الرئيسي) (الإنجليزية)
- فرانك هاريس على موقعبيزبول رفرنس.كوم (الدوري الثانوي) (الإنجليزية)